# Årshjulet

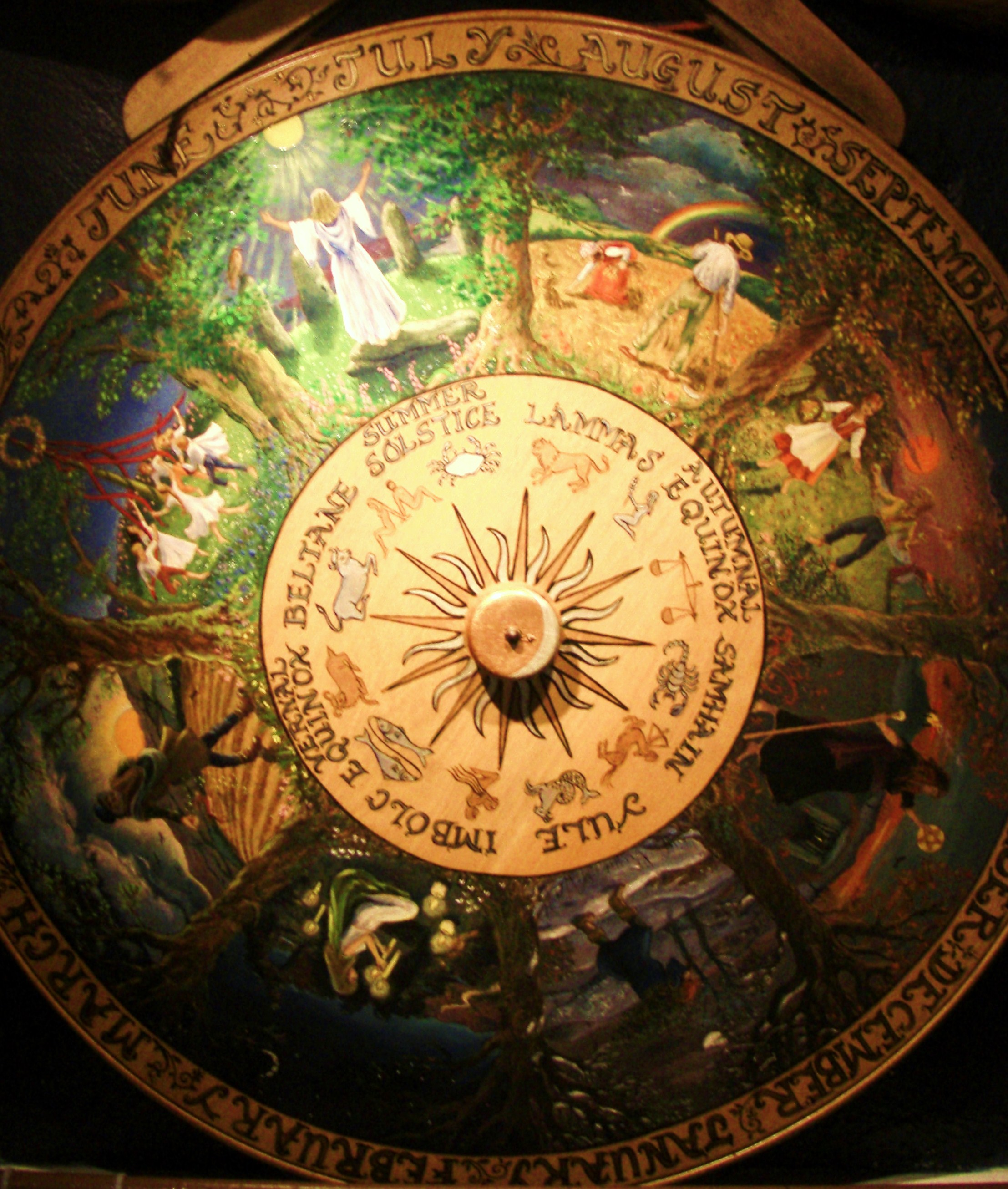
Årshjulet på en målad wicca-kalender

Årshjulet är en solkalender för högtider inom en del nya religiösa rörelser. Den utgår från solstånden och dagjämningarna som utgör grunden för ett kalenderår med fyra eller åtta primära högtider. Kalendern har sitt ursprung i motbevisade teorier om att Europas hedniska högtider följde en sådan modell.

## Historia
Årshjulet har sitt ursprung i teorin att Europas förkristna samhällen modellerade sina kalendrar efter solstånden och dagjämningarna. Denna teori har sedan dess motbevisats, men fick spridning under det sena 1800-talet och första halvan av 1900-talet genom verk som James George Frazers Den gyllene grenen (1890) och Margaret Murrays The Witch-Cult in Western Europe (1921). Murray drev en motbevisad teori om häxkulter, som gick ut på att medeltida häxanklagelser i själva verket var angrepp mot kvarlevande hedniska kulter. På 1950-talet inspirerade häxkultsteorin den brittiska nyreligiösa rörelsen wicca och druidorden Order of Bards, Ovates and Druids till att skapa årshjulet och använda det som grund för sina gruppers firanden. Inspirerade av dessa rörelser har även vissa nyhedniska grupperingar använt årshjulet, framförallt i den engelskspråkiga världen.